# La Marie du port (roman)
Pour les articles homonymes, voir La Marie du port.
La Marie du port est un roman policier de Georges Simenon paru en 1938.
Simenon écrit ce roman à Hôtel de l'Europe, Port-en-Bessin, dans le Calvados, en octobre 1937.

## Résumé
Jules Le Flem, pêcheur à Port-en-Bessin, vient de mourir : il laisse cinq orphelins. Le jour de l'enterrement, toute la famille est réunie. Même Odile, la fille aînée, est venue de Cherbourg où elle vit avec son amant, Chatelard, propriétaire d'un café et d'un cinéma. La proche famille discute du sort des orphelins et se partage les trois plus jeunes enfants, tandis que Marie s'engage comme serveuse au café de la Marine. 
Dans l'après-midi de ce même jour, Chatelard, qui a accompagné Odile, achète en vente publique « la Jeanne », le bateau de Viau, un pêcheur malchanceux. L'achat de ce bateau va obliger Chatelard à de fréquentes apparitions à Port-en-Bessin et surtout au café de la Marine où il voit vivre Marie. Celle-ci le trouble d'abord par sa nature renfermée et son impassibilité, puis finit par le subjuguer tout à fait. Mais Marie a un amoureux de son âge, Marcel, le fils de Viau : humilié par son père qui le traite en gamin et excédé par l'empressement de Chatelard auprès de Marie, il tente de tuer celui-ci d'un coup de feu. Il le manque, mais Chatelard, en lui donnant une correction, le blesse sérieusement. Pour ne pas ébruiter l'affaire, il ramène Marcel chez lui où Odile se chargera de le soigner. Avec la complicité de cette dernière, Chatelard attire Marie à Cherbourg, dans le but inavoué d'en faire sa maîtresse. Or, non seulement il n'arrive pas à ses fins, mais il découvre Odile dans les bras de Marcel. 
Ce dernier événement précipite les choses : Marie, qui plus que jamais mérite son surnom de sournoise, par ses manigances, va faire comprendre à Chatelard à quelles conditions il peut l'avoir : l'épouser, devenir patron pêcheur, lui faire construire la maison de ses rêves à Port-en-Bessin. Après un long combat intérieur, Chatelard se décide et « marche ». Quant à Odile, elle ira à Paris...

## Aspects particuliers du roman
Le récit comporte d’assez longues descriptions du petit port de pêche où se concentre l’action. La plupart des scènes se déroulent sous la pluie ou dans la brume, enveloppant ainsi d’une atmosphère propice la vie mesquine des personnages. 

## Fiche signalétique de l'ouvrage

### Cadre spatio-temporel

#### Espace
Port-en-Bessin. Bayeux. Cherbourg.

#### Temps
Époque contemporaine.

### Les personnages

#### Personnage principal
Marie Le Flem, jeune fille de 17 ans. Fille de pêcheur.

#### Les autres personnages
- Odile, sœur aînée de Marie

- Chatelard, 35 ans, amant d’Odile

- Marcel Viau, jeune homme de 17 ans, fils de pêcheur, amoureux de Marie.

## Éditions
- Prépublication en feuilleton dans le quotidien Le Jour, du 15 janvier au 6 février 1938
- Édition originale : Gallimard, 1938
- Folio Policier, n° 167, 2001  (ISBN 978-2-07-041039-2)
- Tout Simenon, tome 21, Omnibus, 2003  (ISBN 978-2-258-06106-4)
- Romans durs, tome 4, Omnibus, 2012  (ISBN 978-2-258-09358-4)
- Romans durs, tome 4, Omnibus, 2023  (ISBN 978-2-258-20261-0)

## Adaptation cinématographique
- 1950 : La Marie du port, film français réalisé par Marcel Carné, avec Jean Gabin, Nicole Courcel et Blanchette Brunoy

## Source
- Maurice Piron, Michel Lemoine, L'Univers de Simenon, guide des romans et nouvelles (1931-1972) de Georges Simenon, Presses de la Cité, 1983, p. 76-77  (ISBN 978-2-258-01152-6)